# Forest Park
För andra betydelser, se Forest Park (olika betydelser).

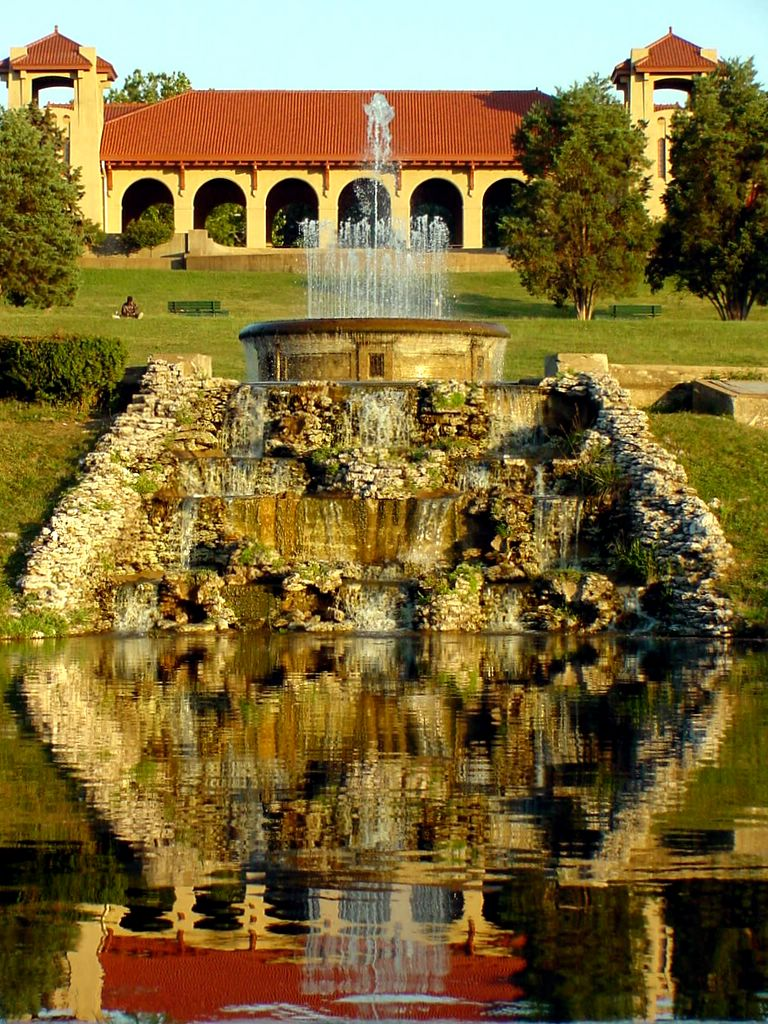
Världsutställningspaviljongen från 1904.

Karta över parken.

Forest Park i St Louis, Missouri, är en av USA:s största stadsparker (5,55 km2), och var platsen för 1904 års världsutställning. 
I parken ligger St. Louis Zoo, Saint Louis Art Museum, Missouri History Museum och en del av St. Louis Science Center , vilka, tillsammans med Missouri Botanical Garden ett stycke sydost om Forest Park, utgör Metropolitan Zoological Park and Museum District. I Forest Park finns dessutom två golfbanor (sammanlagt 36 hål), Dwight Davis Tennis Center (med 19 banor), friluftsteatern "The Muny" (St. Louis Municipal Opera Theatre) och växthuset The Jewel Box.

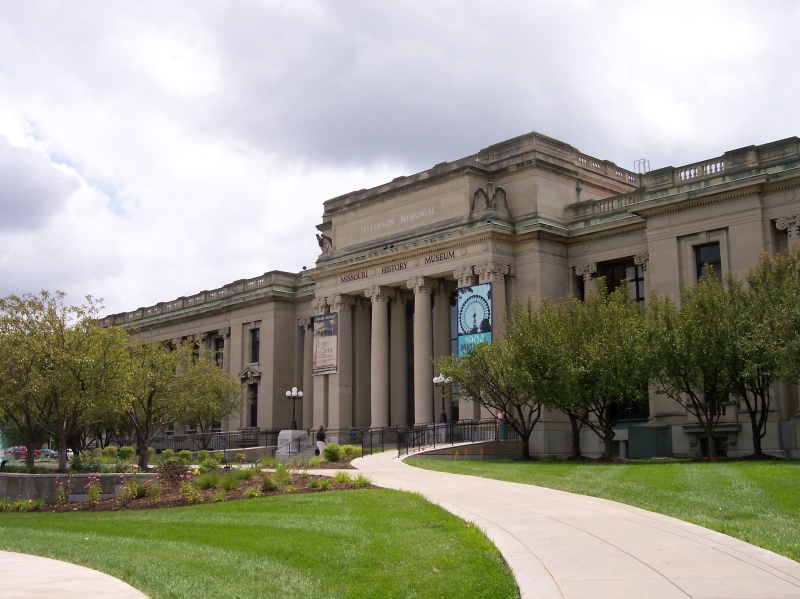
Missouri History Museum
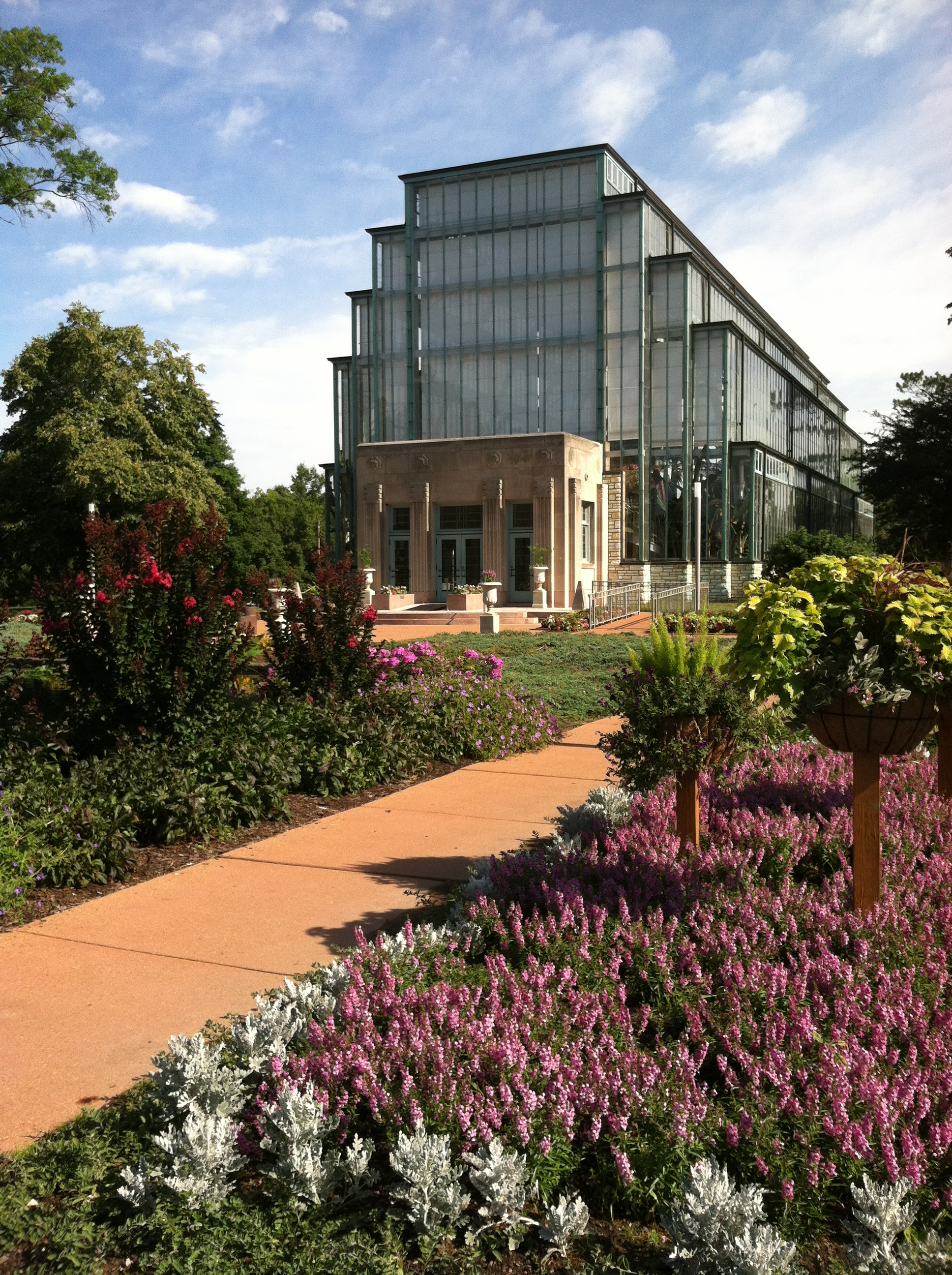
The Jewel Box
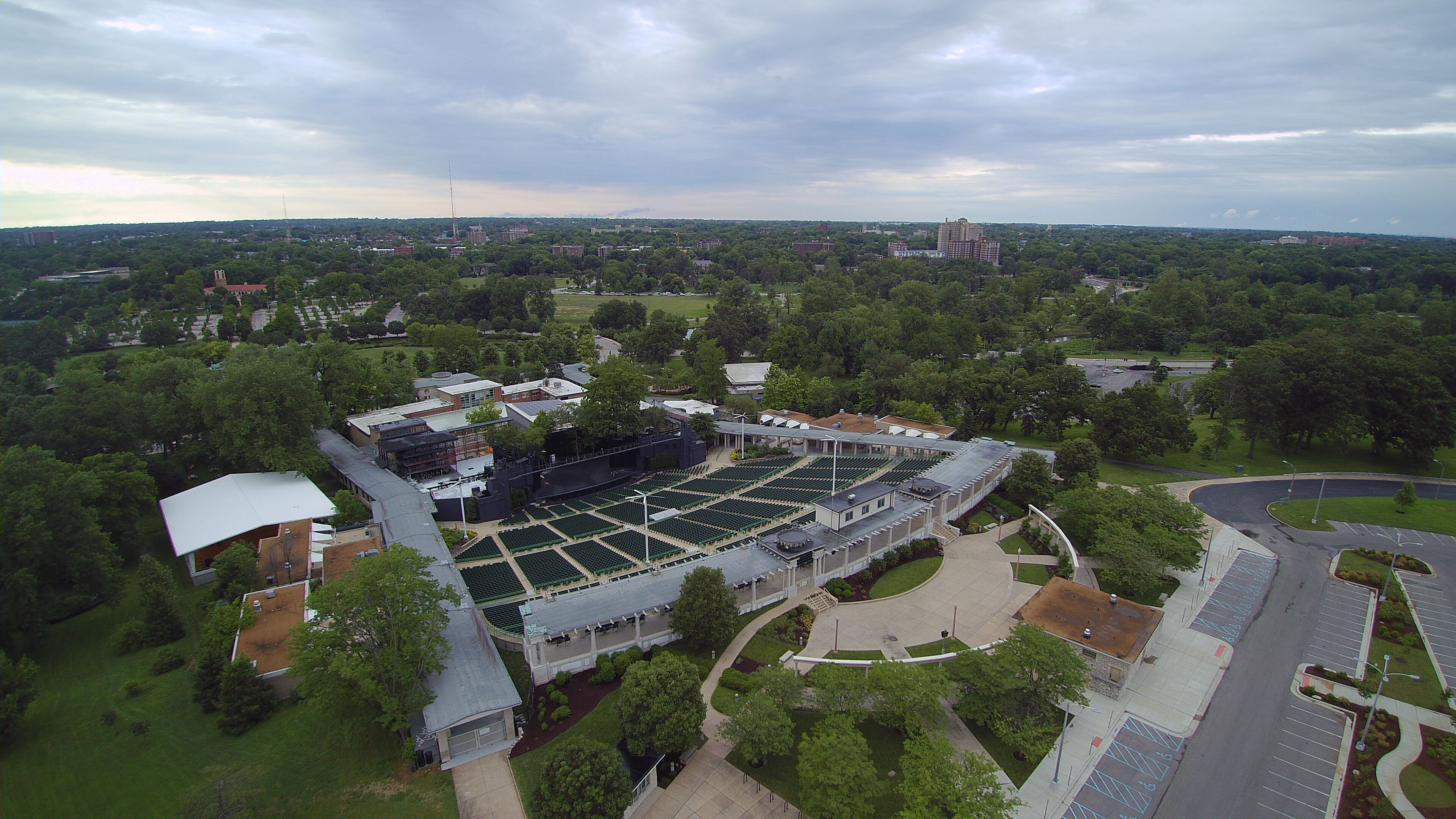
The Muny
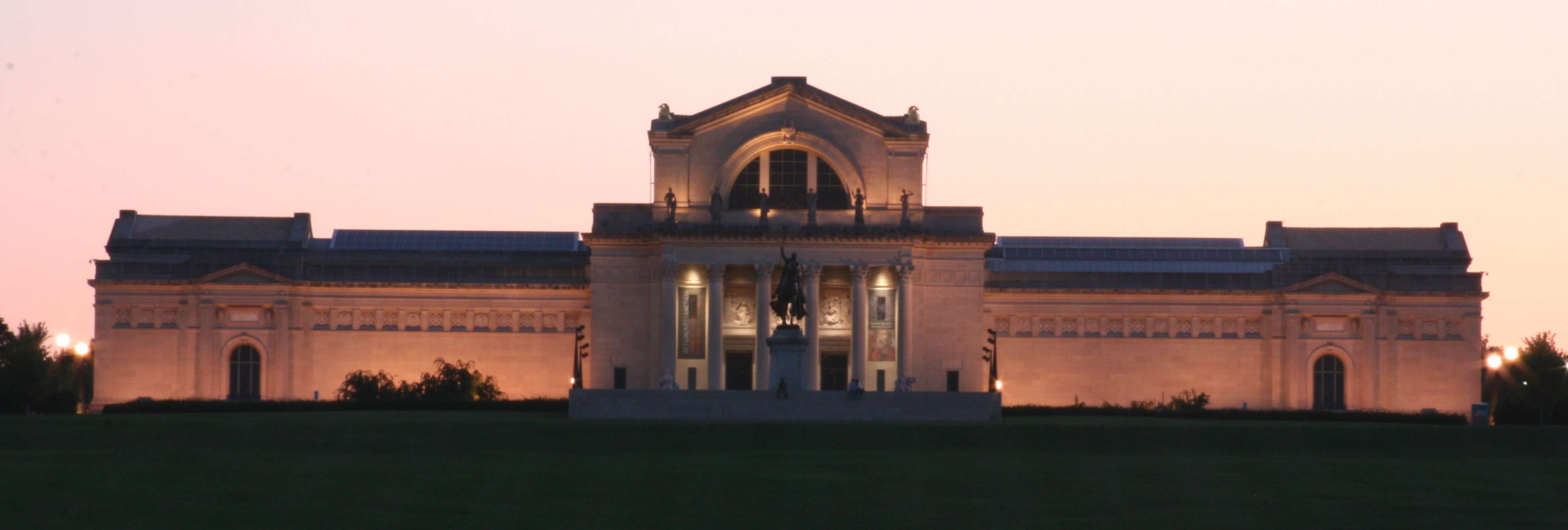
St. Louis Art Museum
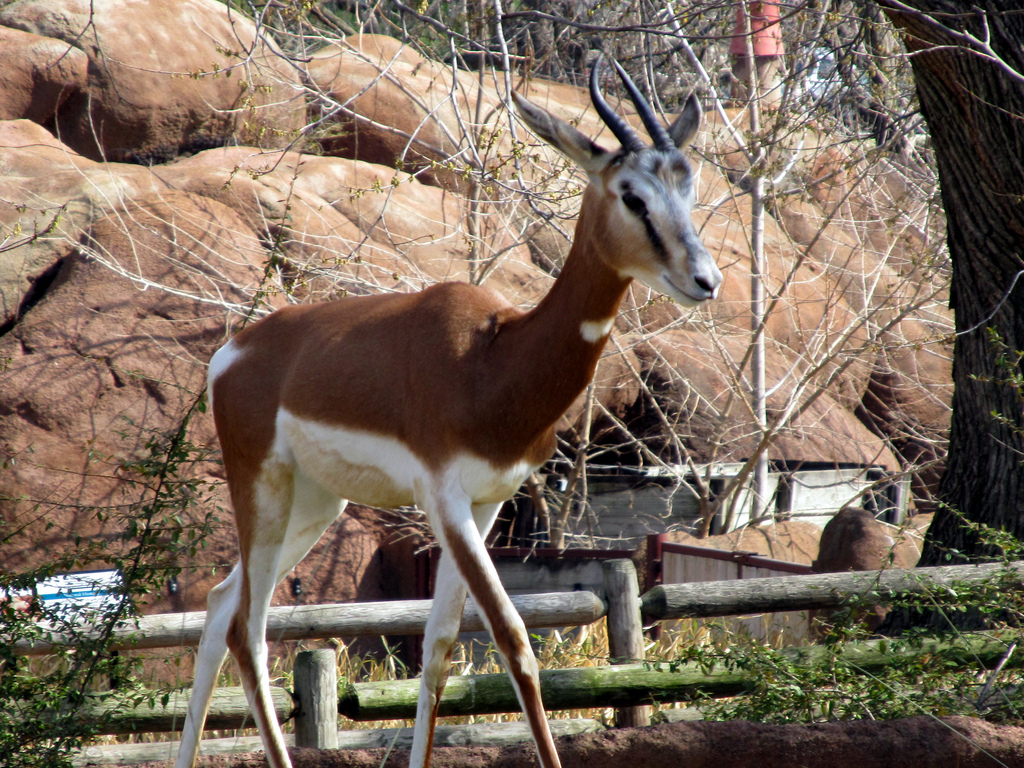
Damagasell i St. Louis zoo. I vilt tillstånd är arten vid utrotningens gräns.
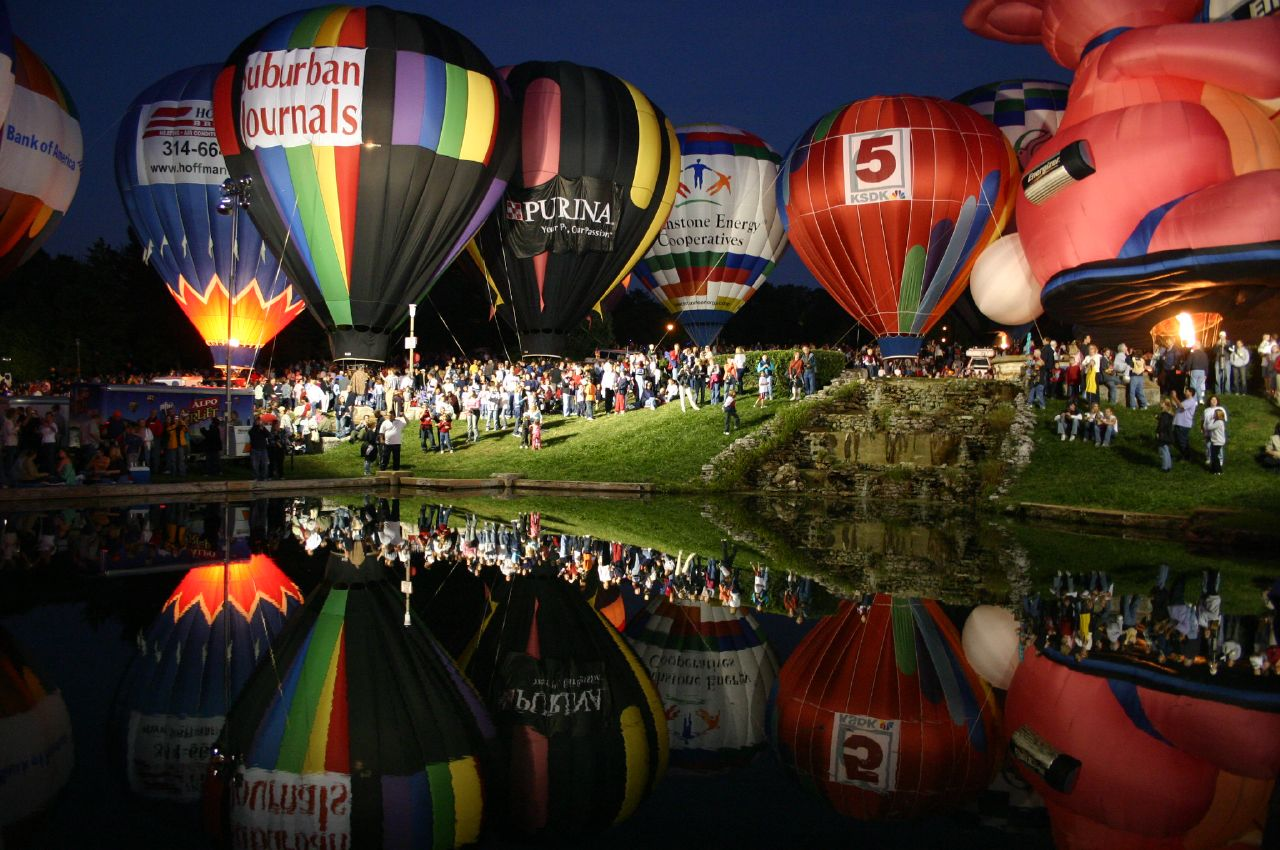
Great Forest Park Balloon Race 2005
James S. McDonnell Planetarium vid St. Louis Science Center